# Solanum wendlandii
Solanum wendlandii là loài thực vật có hoa trong họ Cà. Loài này được Hook. f. miêu tả khoa học đầu tiên năm 1887.